# Jāņi

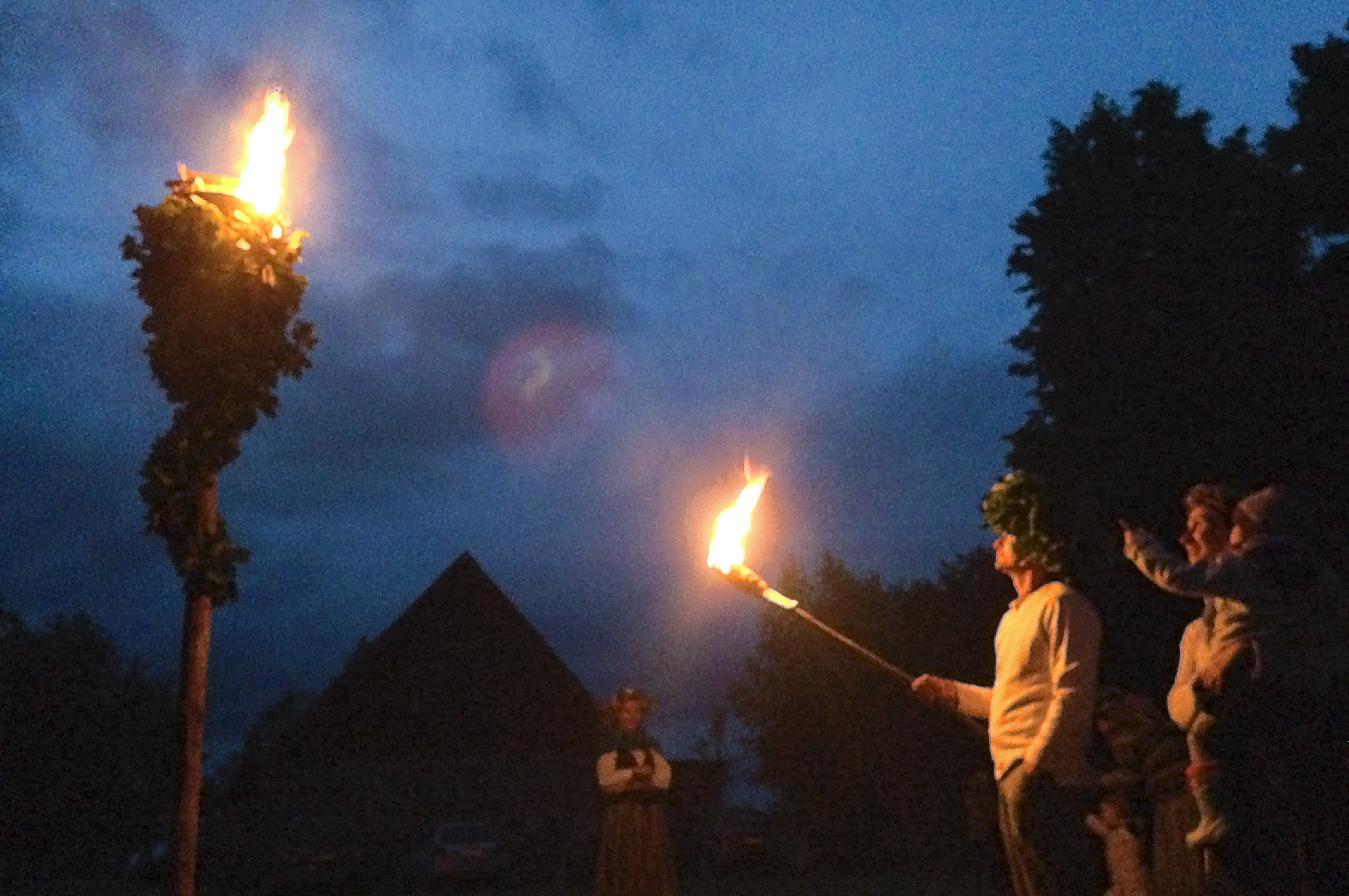
Um homem com uma grinalda da folha do carvalho que ilumina acima um pūdele.

Jāņi (pronunciado [jaːɲi]) é um festival da Letónia que decorre de 23 a 24 Junho e destinado a celebrar o solstício de verão.
O dia de Līgo ([liːɡu͡o]) (23 June) e o dia de Jāņi (24 June) são feriados.
O Solstício de Verão, chamado Jani, é celebrado anualmente e é considerado o mais importante festival da Letónia. Jani é celebrado de 23 a 24 de Junho. Nesta festa acendem-se fogueiras em todos os cantos do país e as pessoas juntam-se para evocar tradições, cujas origens remontam a milhares de anos.